# Бранко Кадић
Бранко Кадић (алб. Branko Kadija; 1921 — 1942), учесник Народноослободилачке борбе у Албанији и народни херој Албаније.

## Биографија
Потицао је из српског села Врака, код Скадра.
Бранко Кадић, Јордан Мишовић и Перлат Реџепи су афирмисани као три хероја Скадра, који су 22. јуна.1942. године погинули у Скадру борећи се у окружењу против италијанских фашистичких окупатора.

Сами су Албанци њихову борбу до последње капи крви окарактерисали као „epope legjendare, një nga epizodet më heroike të Luftës sonë Nacionalçlirimtare” (Легендарна епопеја, једна од најхеројских епизода наше Народно-ослободилачке борбе”), коју су опевали и у песме. У тој велеславној епопеји само је Перлата Реџепи Албанац. Бранко Кадић (1921—1942) и Јордан Мишовић су припадници српско-црногорске националне мањине.
Данас у Скадру једна основна школа и улица носе име по Бранку Кадићу.
Брат Бранка Кадића Васо Кадић, је такође погинуо као борац против окупације и проглашен је за народног хероја Албаније.